# Långskär (vid Åselholm, Iniö)
Långskär är en ö i Finland. Den ligger i Skärgårdshavet och i kommunen Pargas i den ekonomiska regionen  Åboland i landskapet Egentliga Finland, i den sydvästra delen av landet. Ön ligger omkring 59 kilometer väster om Åbo och omkring 210 kilometer väster om Helsingfors.
Öns area är 69,7 hektar och dess största längd är 1,5 kilometer i öst-västlig riktning.